# Ianiropsis punctulata
Ianiropsis punctulata là một loài chân đều trong họ Janiridae. Loài này được Kussakin & Mezhov miêu tả khoa học năm 1979.